# Puli Buah
Puli Buah is een bestuurslaag in het regentschap Simalungun van de provincie Noord-Sumatra, Indonesië. Puli Buah telt 1047 inwoners (volkstelling 2010).